# Ceratodon heterophyllus
Ceratodon heterophyllus är en bladmossart som beskrevs av Kindberg 1892. Ceratodon heterophyllus ingår i släktet brännmossor, och familjen Ditrichaceae. Inga underarter finns listade i Catalogue of Life.